# Malatycze

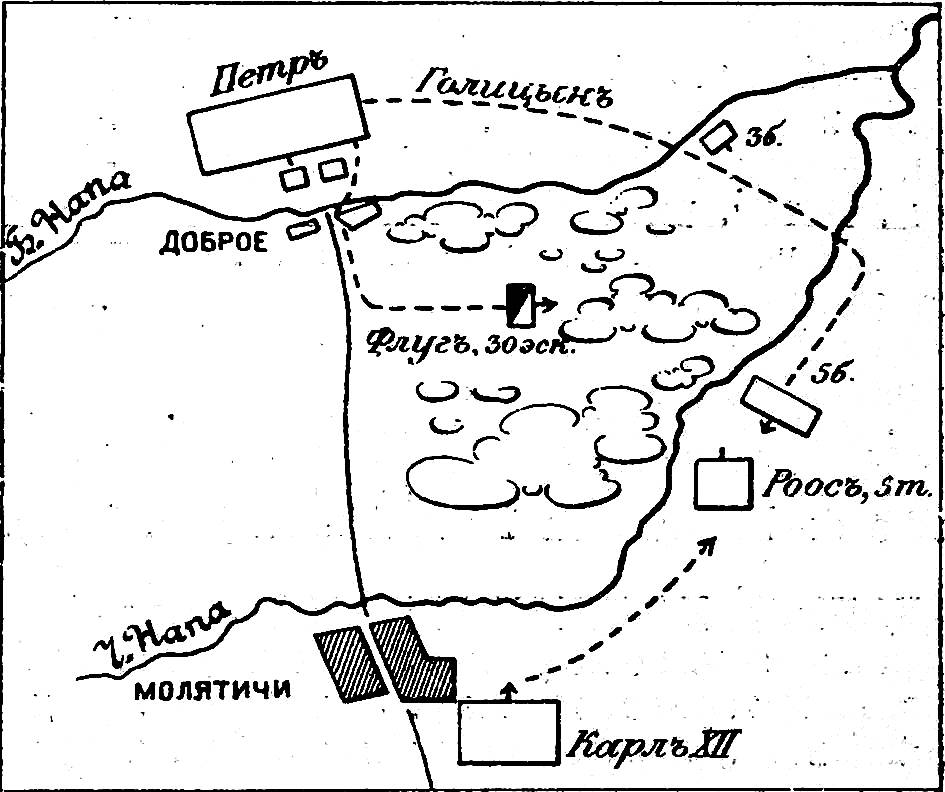
Schemat ustawienia wojsk szwedzkich i rosyjskich w bitwa pod Malatyczami w 1708 r.

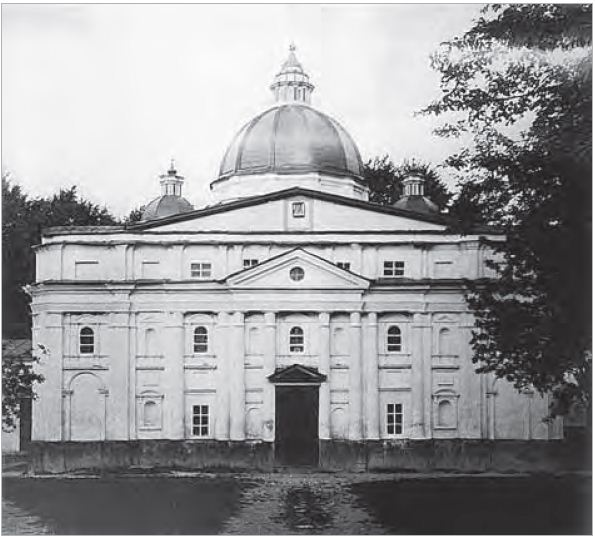
Kościół św. Stanisława w Malatyczach ok. 1900 r.

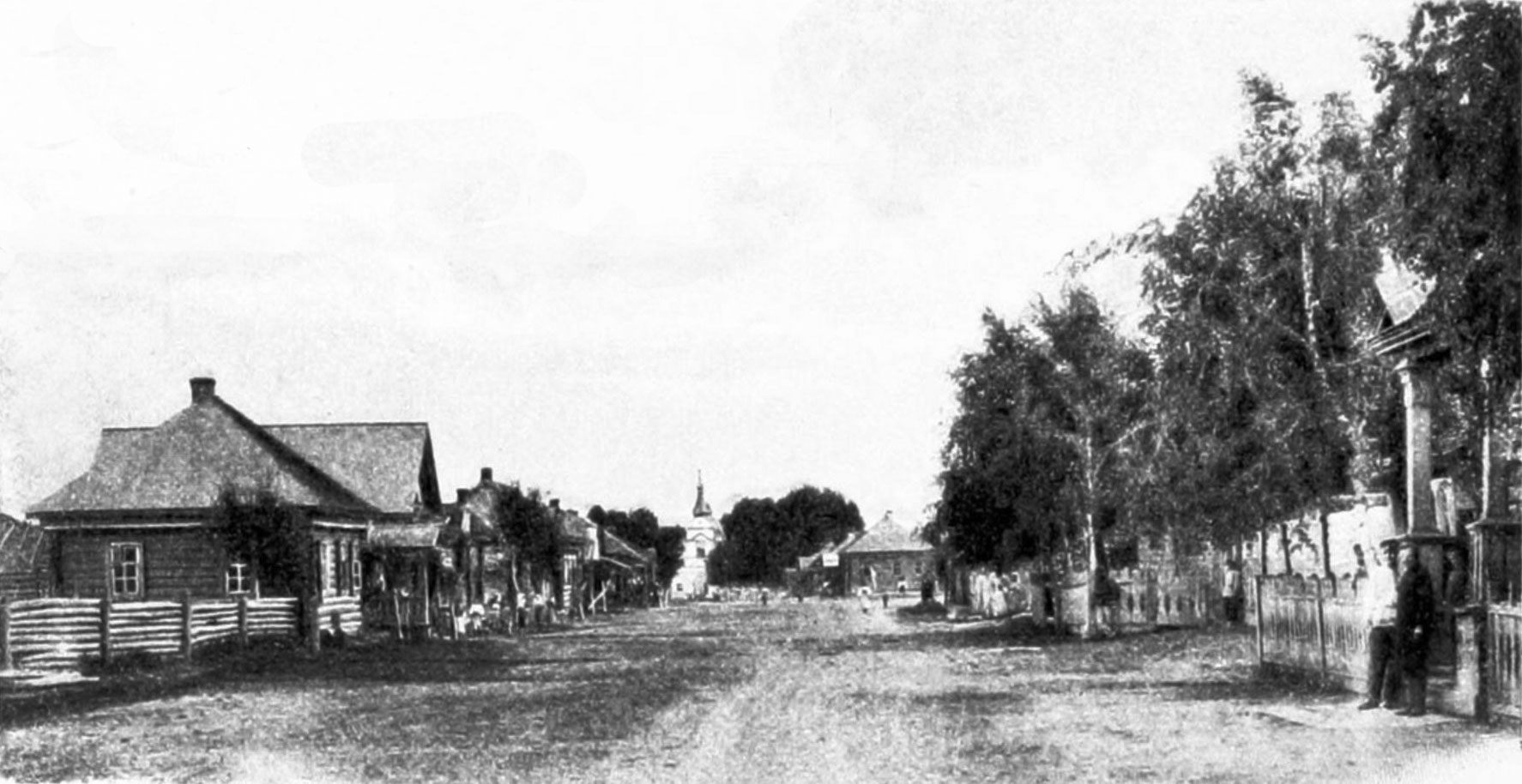
Widok na Malatycze w 1905 r.

Malatycze (biał. Маляцічы, Malaciczy; ros. Молятичи, Molatyczi; hist. Malatycze, Małatycze, Molatycze) – agromiasteczko na Białorusi, w obwodzie mohylewskim, w rejonie krzyczewskim; centrum administracyjne sielsowietu.

## Geografia i transport
Miejscowość położona 25 km na północny zachód od Krzyczewa, 129 km od Mohylewa, 16 km od stacji kolejowej Krzyczew I na linii Rosław I – Mohylew I i Orsza Centralna – Uniecza. Leży nad Czarną Natopą, prawym dopływem Soży.
W pobliżu znajdują się przystanki kolejowe Czornaja Natapa i Malaciczy, położone na linii Orsza - Uniecza.

## Historia
Miejscowość wzmiankowana w 1622 r. jako należąca do Aleksandra Kamińskiego, w województwie mścisławskim. Kolejnymi właścicielami tutejszych dóbr byli Jan Kamiński (w 1647 r. otrzymał przywilej na tutejsze mostowe), Włodzimierz Dadźbóg Kamiński (w 1676 r. ufundował tutejszy klasztor dominikanów), Katarzyna z domu Kamińska i Michał Siesiccy, Katarzyna z Zygmuntowiczów i Jan Zemboccy (po zakupie w 1681 r.), Makowieccy (w tym Katarzyna z Zubowskich i Antoni Makowieccy, którzy w sprzedali Malatycze Mikołajowi Łopacińskiemu w 1763 r.), Łopacińscy (Mikołaj, jego syn – Jan Nikodem – oraz brat tego ostatniego – Tomasz, od 1773 r.). Tomasz Łopaciński sprzedał w 1778 r. Malatycze Siestrzeńcewiczowi, a spadkobiercy tego ostatniego  –  Florianowi Porębskiemu. W 1859 r. miejscowość została zlicytowana za długi i nabył ją Alojzy Boguszewski. 
W okresie wielkiej wojny północnej, 30 sierpnia?/10 września 1708 r., rozegra się tu bitwa (slaget vid Malatitze, сражение при Добром)), w której wojska rosyjskie Michaiła Michajłowicza Golicyna Starszego pokonały mniej liczne oddziały szwedzkie gen. Carla Gustafa Roosa.
Po I rozbiorze (1772) znalazły się w granicach Imperium Rosyjskiego. 
W 1784 r. Malatycze wspominane są jako miasteczko.
Po powstaniu listopadowym zamknięto klasztor dominikanów w Malatyczach, zaś kościół św. Stanisława zamieniono na cerkiew prawosławną.
W XIX w. Malatycze leżały w powiecie czerykowskim guberni mohylewskiej. 
Na początku XX w. były siedzibą gminy (wołosti) i liczyły 62 domy drewniane zamieszkane przez 327 osób, w tym 139 żydów. Znajdowały się tu murowana cerkiew, bożnica, zarząd gminy, szkoła, szpital wiejski, folusz i młyn. Tutejsze dobra od r. 1859 należały do Boguszewskich.
W okresie międzywojennym miejscowość należała do BSRR, z okresową przynależnością do RFSRR (16 stycznia 1919 – 1924). W sierpniu 1919 r. wybuchło tu nieudane powstanie antybolszewickie.
W 1934 r. doszczętnie zniszczono tutejszy kościół (wcześniej zamieniony na cerkiew).